# Anaceratagallia estonica
Anaceratagallia estonica är en insektsart som beskrevs av Vilbaste 1959. Anaceratagallia estonica ingår i släktet Anaceratagallia och familjen dvärgstritar. Inga underarter finns listade i Catalogue of Life.